# Roscoe Orman
Roscoe H. Orman (The Bronx (New York), 11 juni 1944) is een Amerikaans acteur, komiek, kinderboekauteur en kinderadvocaat.

## Biografie
Orman begon in 1962 met acteren in lokale theaters, hij speelde eenmaal op Broadway. In 1987 speelde hij in het toneelstuk Fences als understudy voor de rol van Gabriel.
Orman begon in 1974 met acteren voor televisie in de film Willie Dynamite. Hierna heeft hij nog meerdere rollen gespeeld in films en televisieseries. Het meest bekend is hij met zijn rol in de televisieserie Sesame Street, de Amerikaanse versie van Sesamstraat, in de rol van Gordon waar hij in 106 afleveringen speelde (1974-2009). Orman heeft ook in diverse films gespeeld van Sesame Street-spin-offs.
Orman heeft als auteur in 2006 een autobiografie geschreven over zijn werk in Sesame Street genaamd Sesame Street Dad: Evolution of An Actor en in 2007 heeft hij een kinderboek geschreven genaamd Ricky and Mobo. Vanaf 2008 is hij ook actief als inspreker van luisterboeken voor de website Audible.com..
Orman is getrouwd en heeft hieruit vier kinderen. Een van zijn zonen (Miles) heeft met hem samengespeeld in de televisieserie Sesame Street.

## Filmografie

### Films
Uitgezonderd korte films.
- 2020 You Can't Take My Daughter - als McDevitt
- 2019 Holiday Rush - als Reginald Miller
- 2018 All These Small Moments - als dr. Rogers
- 2011 Jeremy Fink and the Meaning of Life – als dr. Grady
- 2007 Ready for School – als Gordon
- 2006 30 Days – als Jo Jo
- 2006 Elmo's Potty Time – als Gordon
- 2005 Sesame Street: Friends to the Rescue – als Gordon
- 2004 Sesame Street Presents: The Street We Live On – als Gordon
- 2003 Sesame Street: Three Bears and a New Baby – als Gordon
- 1999 De avonturen van Elmo in Mopperland – als Gordon
- 1996 Elmo Saves Christmas – als Gordon
- 1995 new Jersey Drive – als rechter
- 1993 Striking Distance – als Sid, partner van Eddie Eiler
- 1990 Sesame Street Home Video Visits the Hospital – als Gordon
- 1990 Sesame Street Home Video Visits the Firehouse – als Gordon
- 1988 Sesame Street, Special – als Gordon
- 1986 F/X – als kapitein Jake Wallenger
- 1985 Sesame Street Presents: Follow that Bird – als Gordon
- 1983 Don't Eat the Pictures: Sesame Street at the Metropolitan Museum of Art – als Gordon
- 1979 Julius Caesar – als Marcus Brutus
- 1979 Coriolanus – als Adrian
- 1978 Christmas Eve on Sesame Street – als Gordon
- 1974 Willie Dynamite – als Willie

### Televisieseries
Uitgezonderd eenmalige gastrollen.
- 1974 – 2023 Sesame Street – als Gordon – 595 afl.
- 2012 - 2013 Little Children, Big Challenges - als Gordon - 2 afl.
- 2008 The Wire – als Oscar Requer – 2 afl.
- 1976 All My Children – als Tyrone - ? afl.

- Gemeinsame Normdatei: 1242886710
- International Standard Name Identifier: 0000 0000 4559 9142
- Library of Congress Control Number: no99079712
- MusicBrainz: 1162d5b0-dd0c-4c58-8863-840e6b61ea40
- SNAC: w6z93zmd
- Virtual International Authority File: 16864329
- WorldCat: E39PBJq6Yg6Tdjr8Hf7vjWH6Kd